# Emilio Foriscot
Emilio Foriscot Mallat (Muel, 12 de mayo de 1904-Madrid, 11 de enero de 2001) fue un director de fotografía español, que trabajó en más de un centenar de películas a lo largo de su carrera.

## Biografía
Inició su andadura profesional como fotógrafo de galería, estableciéndose en Barcelona donde trabajó en Al margen de la ley (1936), de Ignacio Iquino y su productora Emisora Films. Durante la guerra civil española filmó muchas escenas bélicas de la contienda y tras su final, volvió a trabajar para Iquino como segundo operador o como director de fotografía, campo en el que va destacó por su estilo realista y funcional opuesto al de Heinrich Gärtner.
Concuñado de Alfredo Fraile, trabajó a las órdenes de directores de la talla de Fernando Fernán Gómez, Luis García Berlanga, José Antonio Nieves Conde, entre otros.
Se retiró del mundo del cine en 1980 con la película Terror caníbal de Julio Pérez Tabernero. En 1996 recibió la Medalla de Oro de la Academia de las Artes y las Ciencias Cinematográficas de España.
Falleció el 11 de enero de 2001 a los 96 años de edad.

## Filmografía  (selección)
- Al margen de la ley (1936)
- ¿Quién me compra un lío? (1940)
- Alma de Dios (1941)
- Los ladrones somos gente honrada (1942)
- El pobre rico (1942)
- Un enredo de familia (1943)
- Alas de paz (1943)
- La chica del gato (1943)
- Mi enemigo y yo (1943)
- El hombre que las enamora (1944)
- Estaba escrito (1945)
- Abel Sánchez (1946)
- Noche de Reyes (1947)
- Doce horas de vida (1948)
- La guitarra de Gardel (1949)
- La Revoltosa (1949)
- La honradez de la cerradura (1950)
- Persecución en Madrid (1952)
- Luna de sangre (1952)
- Mercado prohibido (1952)
- Almas en peligro (1952)
- Fantasía española (1953)
- Bronce y luna (1953)
- La hija del mar (1953)
- Viento del norte (1954)
- Entre barracas (1954)
- Sucedió en Sevilla (1955)
- La espera (1956)
- Los maridos no cenan en casa (1956)
- Maravilla (1957)
- Bajo el cielo andaluz (1959)
- Un americano en Toledo (1960)
- Roma de mis amores (1960)
- Fantasmas en la casa (1961)
- Pachín, almirante (1961)
- Objetivo: las estrellas (1962)
- Perro golfo (1963)
- Chica para todo (1963)
- El llanero (1963)
- El ruido del silencio (1963)
- El mundo sigue (1963)
- La colina de los pequeños diablos (1964)
- Escala en Tenerife (1964)
- Los palomos (1964)
- Mi canción es para ti (1965)
- Viaje de novios a la italiana (1966)
- Algunas lecciones de amor (1966)
- Secretísimo (1967)
- Un hombre y un Colt (1967)
- Dos cruces en Danger Pass (1967)
- La marca del hombre lobo (1968)
- El taxi de los conflictos (1969)
- Juicio de faldas (1969)
- Tiempos de Chicago (1969)
- ¡Viva América! (1969)
- En un lugar de la Manga (1970)
- El corsario (1971)
- Cobras humanas (1971)
- Me debes un muerto (1971)
- Entre dos amores (1972)
- Ligue story (1972)
- Me has hecho perder el juicio (1973)
- Mano rápida (1973)
- Cuando los niños vienen de Marsella (1974)
- Las alegres vampiras de Vögel (1975)
- El chiste (1977)
- Préstamela esta noche (1978)
- Donde hay patrón... (1978)
- Terror caníbal (1980)